# 대한법률구조공단
대한법률구조공단(大韓法律救助公團, Korea Legal Aid Corporation)은 법률구조법(제정 1986년 12월 23일 법률 제3862호)에 따라 1987년 9월 1일 설립된 법무부 산하 기타공공기관이다. 경북 김천에 있는 본부, 전국의 법원과 검찰청이 있는 곳에 설치된 18개 지부와 40개 출장소, 72개 지소, 서울·수원·대전·대구·부산·울산·광주 등 전국 7곳에 개인회생·파산종합지원센터와 경북 김천에 법문화교육센터가 있다.
임원으로는 이사장 1명, 13명 이내의 이사, 감사 1명을 두고 있다. 이사장은 법무부장관이 임명하고, 이사와 감사는 이사장의 제청을 받아 법무부 장관이 임명한다.
주 업무는 전국민을 대상으로 한 무료 법률상담, 일정한 대상자들에 대해 화해·조정 및 소송대리(소송대리의 경우 구조대상자에 따라 유료 또는 무료), 형사 무료변호 등 국민의 기본권을 옹호하고 법률복지 증진에 힘쓰고 있다.
본부는 서울특별시 서초구 법원로4길 17 대한법률구조공단빌딩에 있었으나 2014년 41월에 김천 혁신도시(경상북도 김천시 혁신2로 26)로 이전하였다.

## 연혁
- 1972년 6월 14일: 재단법인 대한법률구조협회 설립
- 1987년 9월 1일: 대한법률구조공단 설립

## 역사
개요
1971년초 박정희 대통령의 초도 순시때 대통령의 특별 지시를 받은 법무부가 1년동안 법조계, 재계, 학계 인사들과 접촉하여 법률 분야의 사회보장제도로서 대한법률구조협회를 설립하게 되었다.
재원
박정희 대통령의 하사금과 각계의 출연금, 1972년도 정부 보조금 등 2천여만원을 기금으로 모아 재단법인으로 설립된 대한법률구조협회는 1972년 6월 16일에 등록을 하고 20일에 이사회, 7월 1일에 업무를 개시하여 300건의 민사소송을 해결할 계획으로 출범하였다.
조직
법률구조협회는 서울에 본부를 두고 각 지방법원 소재지와 기타 필요한 지역에 지부를 두고 당사자가 법률구조를 요청하면 판사, 검사, 변호사 등 5명으로 구성된 해당 지부 위원회가 당사자의 재력, 법률지식, 승소 신뢰도 등을 참작하여 구조 여부를 결정하며 소가 50만원이상의 민사소송은 7명으로 구성된 중앙심의회의 결정을 거치게 했다.
구조 대상
1. 승소 가능성이 있으면서도 재력이 없어 권리구조를 받지 못하는 민사소송
2. 과세소득이 없는 자
3. 원호보상법상 원호를 받는 상이군경과 전몰장병유족
4. 노쇄, 질병, 연소, 기타 정신 또는 신체의 장애로 인해 법률구조가 필요한 자
5. 재해나 사변으로 구조능력을 상실한 자 등
구조 대상에서 제외
국가나 지역자치단체 또는 행정관청을 피고로 하는 사건과 정의 및 법률의 관점에서 구조가치가 없는 사건은 대상에서 제외된다.

## 조직

### 이사장

#### 사무총장

##### 지부장
- 구조부
- 고객지원부
- 개인회생·파산종합지원센터
- 주택임대차분쟁조정위원회

### 지부
- 서울중앙지부
- 서울동부지부
- 서울남부지부
- 서울북부지부
- 서울서부지부
- 의정부지부
  - 고양출장소
  - 포천지소
  - 가평지소
  - 남양주지소
  - 연천지소
  - 철원지소
- 인천지부
  - 부천출장소
  - 강화지소
  - 김포지소
- 수원지부
  - 성남출장소
  - 여주출장소
  - 평택출장소
  - 안산출장소
  - 용인지소
  - 오산지소
  - 안성지소
- 춘천지부
  - 강릉출장소
  - 원주출장소
  - 속초출장소
  - 영월출장소
  - 동해지소
  - 삼척지소
  - 태백지소
  - 인제지소
  - 양구지소
  - 화천지소
  - 횡성지소
  - 정선지소
  - 평창지소
- 대전지부
  - 홍성출장소
  - 공주출장소
  - 논산출장소
  - 서산출장소
  - 서천지소
  - 보령지소
  - 부여지소
  - 예산지소
  - 청양지소
  - 당진지소
  - 아산지소
- 청주지부
  - 충주출장소
  - 제천출장소
  - 영동출장소
  - 보은지소
  - 괴산지소
  - 진천지소
  - 음성지소
- 대구지부
  - 서부출장소
  - 안동출장소
  - 경주출장소
  - 김천출장소
  - 상주출장소
  - 의성출장소
  - 영덕출장소
  - 포항출장소
  - 영천지소
  - 청도지소
  - 영주지소
  - 예천지소
  - 문경지소
  - 청송지소
  - 울진지소
  - 영양지소
  - 칠곡지소
  - 성주지소
  - 고령지소
- 부산지소
  - 동부출장소
  - 서부출장소
- 울산지부
- 창원지부
  - 진주출장소
  - 통영출장소
  - 밀양출장소
  - 거창출장소
  - 마산출장소
  - 하동지소
  - 사천지소
  - 남해지소
  - 산청지소
  - 합천지소
  - 함양지소
  - 함안지소
  - 의령지소
  - 고성지소
  - 창녕지소
  - 김해지소
- 광주지부
  - 목포출장소
  - 장흥출장소
  - 순천출장소
  - 해남출장소
  - 강진지소
  - 완도지소
  - 진도지소
  - 화순지소
  - 보성지소
  - 고흥지소
  - 나주지소
  - 영암지소
  - 무안지소
  - 영광지소
  - 곡성지소
  - 함평지소
- 전주지부
  - 군산출장소
  - 정읍출장소
  - 남원출장소
- 제주지부
  - 서귀포지소

### 소속기관
- 법문화교육센터

## 법률구조 대상사건
- 민사사건(예: 임금, 대여금, 손해배상 등)과 가사사건(예: 이혼, 재산분할 등)
- 개인회생 및 파산·면책사건
- 국가를 상대로 하는 소송
- 형사사건
- 가정·소년·인신 등 각종 보호사건
- 성폭력·아동학대 등 각종 피해자변호사건
- 운전면허정지․취소, 영업정지 등 행정심판사건과 행정소송사건
- 헌법상 보장된 기본권이 침해된 경우의 헌법소원사건

## 이사장
대한법률구조공단 이사장은 법무부에서 임명하며, 임기는 3년이다.
| 대       | 이름   | 재직 기간                          | 최종관직                                           |
| -------- | ------ | ---------------------------------- | -------------------------------------------------- |
| 초대/2대 | 김성기 | 1987년 9월 1일 ~ 1991년 7월 12일   | 법무부 장관                                        |
| 3대      | 김동철 | 1991년 7월 15일 ~ 1994년 7월 14일  | 부산고검장                                         |
| 4대      | 김현철 | 1994년 9월 22일 ~ 1997년 9월 21일  | 서울고검장                                         |
| 5대      | 심상명 | 1997년 9월 22일 ~ 2000년 9월 21일  | 법무부 장관                                        |
| 6대      | 최신석 | 2001년 10월 9일 ~ 2004년 10월 8일  | 대검 강력부장                                      |
| 7대/8대  | 허진호 | 2004년 10월 9일 ~ 2008년 5월 6일   | 대한변호사협회 부회장                              |
| 9대      | 정홍원 | 2008년 6월 20일 ~ 2011년 6월 19일  | 국무총리                                           |
| 10대     | 황선태 | 2011년 6월 20일 ~ 2014년 6월 19일  | 서울동부지검장                                     |
| 11대     | 곽상도 | 2015년 3월 16일 ~ 2015년 11월 9일  | 대통령 비서실 민정수석                             |
| 12대     | 이헌   | 2016년 5월 23일 ~ 2018년 4월 30일  | 4·16세월호참사 특별조사위원회 부위원장 겸 사무처장 |
| 13대     | 조상희 | 2018년 6월 25일 ~ 2019년 12월 31일 | 서울지방법원 동부지원 판사                         |
| 14대     | 김진수 | 2020년 9월 1일 ~ 2023년 9월 2일    | 국민권익위원회 법률보좌관                          |
| 15대     | 이종엽 | 2023년 9월 3일 ~ 2025년 4월 17일   | 대한변호사협회 협회장                              |
| 16대     | 김영진 | 2025년 4월 17일 ~                  | 김앤장 법률사무소 변호사                           |

7대 허진호 이사장을 제외한 이사장들은 모두 검찰 고위직을 맡은 뒤 대한법률구조공단에 임명된다는 공통점이 있다. 이에 대해 일부에서는 이런 이사장들이 30년 이상 검찰에서 피의자, 피고인으로 대하던 사람들을 가난한 사람들, 차별받는 사람들의 관점에서 문제 해결에 나설 수 있을 것인가 하는 의문을 제기하기도 했다.